# Bahnhof Ebertsheim
Der Bahnhof Ebertsheim – zeitweise Ebertsheim West – ist der Haltepunkt der rheinland-pfälzischen Ortsgemeinde Ebertsheim. Er verfügt über ein Bahnsteiggleis. Der Bahnhof liegt im Verbundgebiet des Verkehrsverbundes Rhein-Neckar (VRN) und gehört zu den Tarifzonen 52 und 61. Seine Anschrift lautet Bahnhofstraße 21.
Der Bahnhof wurde am 24. Juni 1876 als Durchgangsbahnhof der Eistalbahn eröffnet. Bedingt durch die Eröffnung der Bahnstrecke Ebertsheim–Hettenleidelheim und der damit verbundenen Inbetriebnahme eines weiteren Bahnhofs vor Ort diente er zeitweise ausschließlich als Güterbahnhof. Der Personenverkehr kam 1976 zunächst zum Erliegen und wurde 1994 reaktiviert. Der Güterverkehr kam zwischenzeitlich zum Erliegen. Das Empfangsgebäude steht unter Denkmalschutz.

## Lage
Der Halt befindet sich am südlichen Ortsrand von Ebertsheim. Die Eistalbahn verläuft in diesem Bereich von Ostnordost nach Westsüdwest. Östlich der Bahnstation überbrückt sie die örtliche Bahnhofstraße.

## Geschichte
Am 7. August 1864 gründete sich das „Eistal-Komitee“, das unter der Leitung des pfälzischen Industriellen Carl von Gienanth stand. Es bemühte sich um eine Konzession für eine Bahnlinie, die in Grünstadt von der zwischen 1865 und 1873 eröffneten Strecke Neustadt–Monsheim abzweigen, entlang des Eisbachs Eisenberg und von dort aus entweder nach Dreisen oder über Alsenborn nach Enkenbach führen sollte. Ein entsprechendes Gesuch ging am 14. November 1865 an das bayerische Handelsministerium. Die Ablehnung folgte bereits zwei Wochen später. Erst Ende der 1860er Jahre wurden die Pläne konkretisiert. Der Standort des Bahnhofs in Ebertsheim war jedoch zunächst unklar, ehe der Beschuss fiel, ihn am südlichen Ortsrand anzulegen. Die bayerische Regierung gab am 30. Januar 1874 in Form einer Konzession endgültig grünes Licht für den Streckenbau. Das detaillierte Projekt erschien am 29. August. Die Strecke sollte am südlichen Hang des Tales verlaufen, wobei eine spätere Weiterführung über Eisenberg hinaus entsprechend Berücksichtigung fand.
Für die Tongruben von Hettenleidelheim wurde 1894 eine von der Eistalbahn abzweigende Strecke eröffnet. 600 Meter östlich des Bahnhofs Ebertsheim entstand dafür ein eigens angelegter Abzweigbahnhof. Dieser neue Bahnhof diente nach Freigabe der Strecke für den Personenverkehr fortan den Personenzügen, während der bisherige ausschließlich für den Güterverkehr zuständig war. Anfang des 20. Jahrhunderts wurde der Bahnhof von der Betriebs- und Bauinspektion Neustadt verwaltet und gehörte zum Zuständigkeitsbereich der Bahnmeisterei Grünstadt. 1922 erfolgte die Eingliederung des Bahnhofs in die neu gegründete Reichsbahndirektion Ludwigshafen. Ein Jahr später wurden die am Bahnhof beschäftigten Eisenbahner im Zuge des von Frankreich durchgeführten, bis 1924 dauernden Regiebetriebs ausgewiesen. Danach kehrten sie zurück.
Zwischenzeitlich wurde der Bahnhof unter dem Namen Ebertsheim West reaktiviert, ehe er 1932 erneut zu einem reinen Güterbahnhof wurde. Im Zuge der Auflösung der Ludwigshafener Direktion wechselte er zum 1. April 1937 in den Zuständigkeitsbereich der Direktion Mainz; zu dieser Zeit unterstand er dem Betriebsamt (RBA) Neustadt.
Die französische Besatzungsmacht ordnete nach dem Zweiten Weltkrieg alle Bahnanlagen im nördlichen Teil ihrer Besatzungszone der Eisenbahndirektion Mainz zu. Dazu gehörte auch der Bahnhof Ebertsheim.
Nach der Einstellung des Personenverkehrs auf der Strecke nach Hettenleidelheim am 3. Oktober 1954 wurde der Bahnhof Ebertsheim für den Personenverkehr reaktiviert, da die Abzweigstation fortan ein reiner Betriebsbahnhof war.
Mit der schrittweisen Auflösung der Bundesbahndirektion Mainz in den Jahren 1971/72 fiel die Zuständigkeit für den Bahnhof zum 1. Juni 1971 an die Bundesbahndirektion Karlsruhe.
Auf der Eistalbahn endete die Personenbeförderung am 30. Mai 1976. In der Folgezeit endete auch die Bedienung im Güterverkehr. Am 26. Mai 1994 wurde der Personenverkehr zwischen Grünstadt und Eisenberg schließlich reaktiviert, und Ebertsheim als Haltepunkt wieder eröffnet.

## Empfangsgebäude
Beim Empfangsgebäude handelt es sich um einen Typenbau der Pfälzischen Eisenbahnen aus dem Jahr 1876. Er enthält Elemente aus dem Spätklassizismus und der Neurenaissance.

## Verkehr

### Personenverkehr
Weil der Personenverkehr eine eher untergeordnete Rolle spielte, verkehrten in den ersten Jahrzehnten oftmals kombinierte Personen- und Güterzüge. Nachdem der Bahnhof zwischenzeitlich als Ebertsheim West für den Personenverkehr reaktiviert worden war, diente er seit der Verlängerung der Strecke bis nach Enkenbach erneut ausschließlich dem Güterverkehr. Erst mit der Einstellung des Personenverkehrs nach Hettenleidelheim hielten an ihm erneut Personenzüge. Seit der Reaktivierung im Jahr 1994 fahren die Züge der Eistalbahn über Grünstadt hinaus und benutzen bis Freinsheim die Pfälzische Nordbahn und anschließend die Bahnstrecke Freinsheim–Frankenthal.

### Güterverkehr
Anfang des 20. Jahrhunderts durchfuhren den Bahnhof täglich drei Güterzüge von Grünstadt nach Eisenberg; einer fuhr in der Relation Ludwigshafen–Grünstadt–Eisenberg–Hettenleidelheim, ein anderer ausschließlich zwischen Grünstadt und Eisenberg, ein dritter übernahm zusätzlich die Bedienung der Bahnstrecke Grünstadt–Altleiningen. Nach der Verlängerung der Strecke bis Enkenbach im Jahr 1932 fuhren Nahgüterzüge vom Rangierbahnhof Einsiedlerhof aus ins Eistal. Ab den 1980er Jahren bedienten Übergabezüge den Bahnhof, der zu dieser Zeit keinen eigenständigen Gütertarifpunkt mehr bildete. Seine Bedienung fand vom Bahnhof Grünstadt statt, als dessen Satellit er fungierte. Inzwischen ist der Güterverkehr jedoch zum Erliegen gekommen, im Anschluss wurde der Bahnhof zum Haltepunkt zurückgebaut.